# Club Mazzo

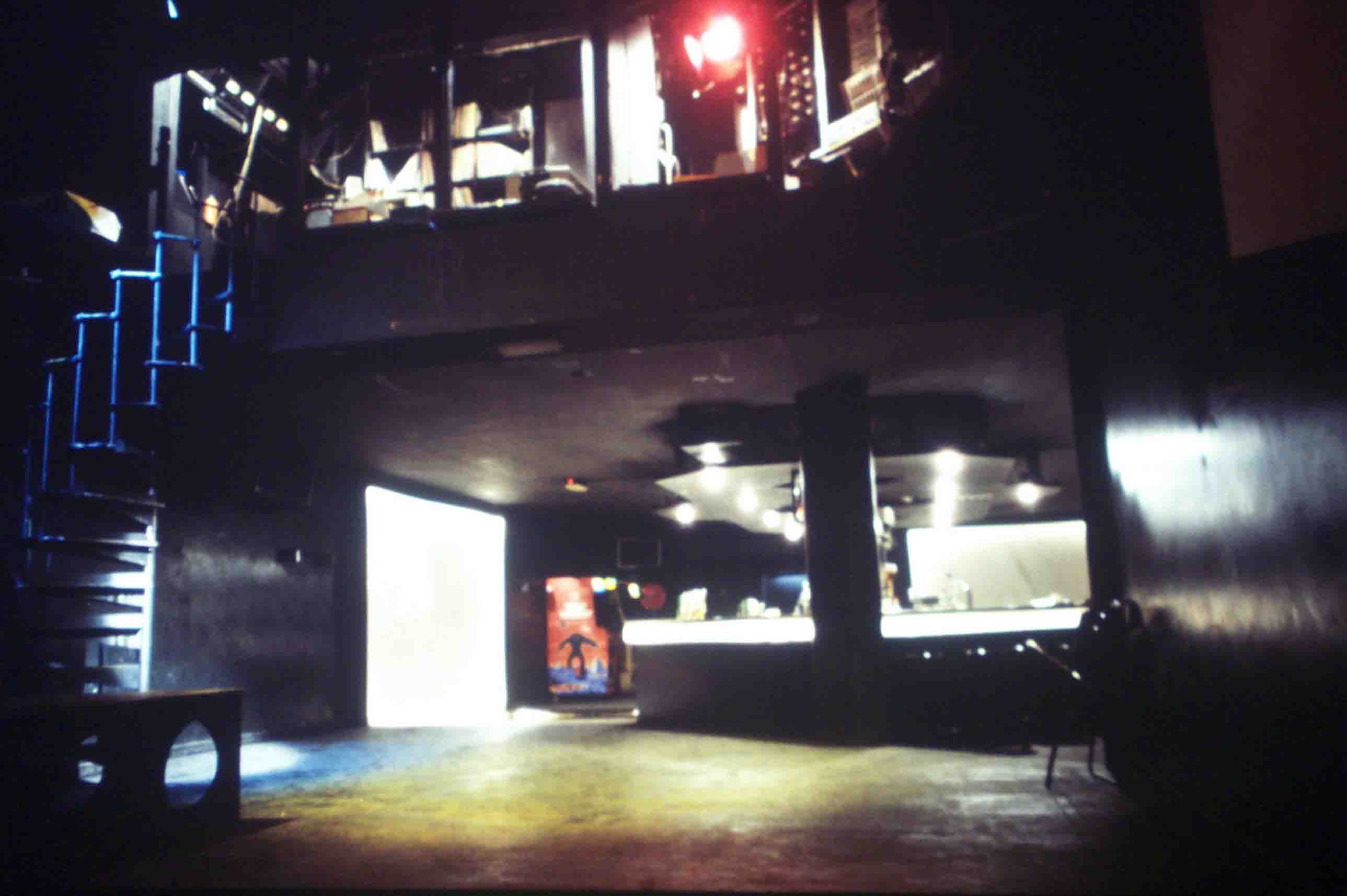
Interieur van club Mazzo, gezien vanaf de dansvloer richting de bar. Foto uit 1982.

Club Mazzo of kortweg Mazzo was een discotheek die van 1980 t/m 2004 gevestigd was aan de Rozengracht 114 in Amsterdam. De club onderscheidde zich door het gebruik van audiovisuele projectietechnieken en de combinatie van uitgaansleven en artperformances.
De club werd op 5 juni 1980 geopend door Hans Baaij, Michiel Romeyn, Michiel van den Bergh, Eric Breuker, Ad van der Meer, Malcolm St. Julian-Bown, Bob Takes, Victor Tiebosch en Fred Veldkamp. De naam Mazzo was een verbastering van Maso, een dagelijks over geluidsoverlast klagende buurman van het studentenhuis waar de acht oprichters woonden. Het zwart-wit concept van het interieur van Mazzo kwam tot stand in samenwerking met architect Coen de Groot.
Mazzo werd nationaal en internationaal bekend door steeds wisselende thema-avonden, die vooral met behulp van video- en diaprojecties werden vormgegeven. In de jaren tachtig was Mazzo in Nederland de belangrijkste club waar New wave en Punk werd gedraaid en vanaf 1989 was het samen met de RoXY de eerste zaak waar de Housemuziek zijn intrede deed. In deze periode werd hier door Hellun Zelluf ook de travestieshow Club Chique gepresenteerd, waarin onder andere Nickie Nicole, Agnetha Immergeil en Vera Springveer optraden. In datzelfde jaar werd ook geëxperimenteerd met stand-upcomedy avonden met als master of ceremonies, de toen nog onbekende, Belgische comedian Geert Hoste.
De club had een bijzonder streng toelatingsbeleid, alleen mensen die "audiovisueel bezig waren", konden lid worden om zo toegang tot Mazzo te krijgen. Dit beleid werd uitgevoerd door Maja van den Broecke, later een bekende actrice in tv-series en films. In 1995 was een brand in de club ontstaan, waardoor de zaak noodgedwongen tijdelijk verhuisde naar een andere locatie. Dit en een inval door de politie vanwege drugsgebruik, waren de belangrijkste oorzaken voor de neergang van Mazzo, die in 2004 zijn deuren sloot.
Op de locatie van de vroegere Club Mazzo opende in 2010 een Italiaans restaurant dat dezelfde naam draagt en dat in het najaar van 2017 gesloten werd om plaats te maken voor een nieuw concept.